# Pływanie na Letnich Igrzyskach Olimpijskich 1964 – 200 m stylem grzbietowym mężczyzn
200 m stylem grzbietowym mężczyzn – jedna z konkurencji pływackich rozgrywanych podczas XVIII Igrzysk Olimpijskich w Tokio. Eliminacje odbyły się 11 października, półfinały 12 października, a finał 13 października 1964 roku.
W konkurencji, która powróciła na igrzyska olimpijskie po 64 latach zwyciężył Amerykanin Jed Graef, ustanawiając nowy rekord świata (2:10,3). Pozostałe miejsca na podium również zajęli reprezentanci Stanów Zjednoczonych: Gary Dilley (2:10,5) wywalczył srebro, a Bob Bennett (2:13,1) brąz.
Przed finałem rekord olimpijski był poprawiany sześciokrotnie: raz przez Boba Bennetta i Japończyka Shigeo Fukushimę oraz dwukrotnie przez Jeda Graefa i Gary'ego Dilleyego. 

## Rekordy
Przed zawodami rekord świata i rekord olimpijski wyglądały następująco:
| Rekord            | Zawodnik         | Czas   | Miejsce        | Data             |       |
| ----------------- | ---------------- | ------ | -------------- | ---------------- | ----- |
| Rekord świata     | Tom Stock        | 2:10,9 | Cuyahoga Falls | 10 sierpnia 1962 | [ 1 ] |
| Rekord olimpijski | Ernst Hoppenberg | 2:47,0 | Paryż          | 12 sierpnia 1900 | [ 2 ] |

W trakcie zawodów ustanowiono następujące rekordy:
| Data            | Etap konkurencji      | Zawodnik         | Czas   | Rekord |
| --------------- | --------------------- | ---------------- | ------ | ------ |
| 11 października | wyścig eliminacyjny 1 | Bob Bennett      | 2:16,1 | OR     |
| 11 października | wyścig eliminacyjny 2 | Shigeo Fukushima | 2:14,7 | OR     |
| 11 października | wyścig eliminacyjny 3 | Jed Graef        | 2:14,5 | OR     |
| 11 października | wyścig eliminacyjny 5 | Gary Dilley      | 2:14,2 | OR     |
| 12 października | półfinał 1            | Gary Dilley      | 2:13,8 | OR     |
| 12 października | półfinał 2            | Jed Graef        | 2:13,7 | OR     |
| 13 października | finał                 | Jed Graef        | 2:10,3 | WR     |

## Wyniki

### Eliminacje
| Miejsce | Wyścig | Tor | Zawodnik              | Państwo                       | Czas     | Uwagi |
| ------- | ------ | --- | --------------------- | ----------------------------- | -------- | ----- |
| 1.      | 5      | 6   | Gary Dilley           | Stany Zjednoczone             | 2:14,2   | Q,    |
| 2.      | 3      | 4   | Jed Graef             | Stany Zjednoczone             | 2:14,5   | Q     |
| 3.      | 2      | 3   | Shigeo Fukushima      | Japonia                       | 2:14,7   | Q     |
| 4.      | 5      | 5   | Peter Reynolds        | Australia                     | 2:15,9   | Q     |
| 5.      | 1      | 5   | Bob Bennett           | Stany Zjednoczone             | 2:16,1   | Q     |
| 6.      | 4      | 1   | Ezio Della Savia      | Włochy                        | 2:16,6   | Q     |
| 7.      | 3      | 5   | Keisuke Ito           | Japonia                       | 2:16,7   | Q     |
| 8.      | 2      | 2   | Wiktor Mazanow        | ZSRR                          | 2:16,8   | Q     |
| 9.      | 1      | 2   | Isagi Osumi           | Japonia                       | 2:17,3   | Q     |
| 10.     | 1      | 3   | Ralph Hutton          | Kanada                        | 2:17,8   | Q     |
| 11.     | 3      | 2   | Chiaffredo Rora       | Włochy                        | 2:17,8   | Q     |
| 12.     | 4      | 7   | Ernst-Joachim Küppers | Wspólna Reprezentacja Niemiec | 2:17,9   | Q     |
| 13.     | 5      | 1   | József Csikány        | Węgry                         | 2:18,3   | Q     |
| 14.     | 5      | 4   | Wolfgang Wagner       | Wspólna Reprezentacja Niemiec | 2:18,5   | Q     |
| 15.     | 1      | 4   | Henri van Osch        | Holandia                      | 2:19,1   | Q     |
| 16.     | 5      | 3   | Carlos van der Maath  | Argentyna                     | 2:19,6   | Q     |
| 17.     | 3      | 3   | Jesús Cabrera         | Hiszpania                     | 2:19,7   |       |
| 18.     | 4      | 5   | Ivan Ferák            | Czechosłowacja                | 2:20,0   |       |
| 19.     | 2      | 1   | Jürgen Dietze         | Wspólna Reprezentacja Niemiec | 2:20,4   |       |
| 20.     | 2      | 5   | Jan Weeteling         | Holandia                      | 2:20,4   |       |
| 21.     | 4      | 2   | Friedrich Suda        | Austria                       | 2:20,7   |       |
| 22.     | 4      | 6   | Ron Jacks             | Kanada                        | 2:21,3   |       |
| 23.     | 4      | 4   | Geoffrey Thwaites     | Wielka Brytania               | 2:22,0   |       |
| 24.     | 5      | 7   | Robert Christophe     | Francja                       | 2:22,5   |       |
| 25.     | 1      | 6   | Lars Kraus Jensen     | Dania                         | 2:23,3   |       |
| 26.     | 1      | 1   | Herman Verbauwen      | Belgia                        | 2:24,9   |       |
| 27.     | 3      | 1   | Pedro Diz             | Argentyna                     | 2:24,9   |       |
| 28.     | 3      | 6   | Gerhard Wieland       | Austria                       | 2:25,9   |       |
| 29.     | 2      | 4   | John Byrom            | Australia                     | 2:27,0   |       |
| 30.     | 3      | 7   | Augusto Ferrero       | Peru                          | 2:29,9   |       |
| 31.     | 2      | 6   | Ákos Gulyás           | Węgry                         | 2:30,5   |       |
| 32.     | 7      | 7   | Eliot Chenaux         | Portoryko                     | 2:33,1   |       |
| 33.     | 1      | 7   | Michael Eu            | Malezja                       | 2:35,8   |       |
| 34.     | 4      | 3   | Chan Kam Hong         | Hongkong                      | 2:46,0   |       |
| 35. !   | 5      |     | Somchai Chodtipananc  | Tajlandia                     | 9:99,9 ! | DNS   |

### Półfinały

#### Półfinał 1
| Miejsce | Tor | Zawodnik         | Państwo           | Czas   | Uwagi |
| ------- | --- | ---------------- | ----------------- | ------ | ----- |
| 1.      | 4   | Gary Dilley      | Stany Zjednoczone | 2:13,8 | Q,    |
| 2.      | 5   | Shigeo Fukushima | Japonia           | 2:14,1 | Q     |
| 3.      | 7   | Ralph Hutton     | Kanada            | 2:15,8 | Q     |
| 4.      | 3   | Bob Bennett      | Stany Zjednoczone | 2:16,3 | Q     |
| 5.      | 2   | Isagi Osumi      | Japonia           | 2:17,0 |       |
| 6.      | 1   | József Csikány   | Węgry             | 2:17,5 |       |
| 7.      | 6   | Keisuke Ito      | Japonia           | 2:17,6 |       |
| 8.      | 8   | Henri van Osch   | Holandia          | 2:19,7 |       |

#### Półfinał 2
| Miejsce | Tor | Zawodnik              | Państwo                       | Czas   | Uwagi |
| ------- | --- | --------------------- | ----------------------------- | ------ | ----- |
| 1.      | 4   | Jed Graef             | Stany Zjednoczone             | 2:13,7 | Q,    |
| 2.      | 7   | Ernst-Joachim Küppers | Wspólna Reprezentacja Niemiec | 2:15,4 | Q     |
| 3.      | 6   | Wiktor Mazanow        | ZSRR                          | 2:15,4 | Q     |
| 4.      | 5   | Peter Reynolds        | Australia                     | 2:15,6 | Q     |
| 5.      | 2   | Chiaffredo Rora       | Włochy                        | 2:16,7 |       |
| 6.      | 3   | Ezio Della Savia      | Włochy                        | 2:18,4 |       |
| 7.      | 1   | Wolfgang Wagner       | Wspólna Reprezentacja Niemiec | 2:20,2 |       |
| 8.      | 8   | Carlos van der Maath  | Argentyna                     | 2:21,3 |       |

### Finał
| Miejsce | Tor | Zawodnik              | Państwo                       | Czas   | Uwagi |
| ------- | --- | --------------------- | ----------------------------- | ------ | ----- |
| 1. !    | 4   | Jed Graef             | Stany Zjednoczone             | 2:10,3 | WR    |
| 2. !    | 5   | Gary Dilley           | Stany Zjednoczone             | 2:10,5 |       |
| 3. !    | 8   | Bob Bennett           | Stany Zjednoczone             | 2:13,1 |       |
| 4.      | 3   | Shigeo Fukushima      | Japonia                       | 2:13,2 |       |
| 5.      | 6   | Ernst-Joachim Küppers | Wspólna Reprezentacja Niemiec | 2:15,7 |       |
| 6.      | 2   | Wiktor Mazanow        | ZSRR                          | 2:15,9 |       |
| 7.      | 1   | Ralph Hutton          | Kanada                        | 2:15,9 |       |
| 8.      | 7   | Peter Reynolds        | Australia                     | 2:16,6 |       |